# Sewanee, Tennessee
Sewanee, Tennessee (енгл. Sewanee) насељено је место без административног статуса у америчкој савезној држави Тенеси.

## Демографија
По попису из 2010. године број становника је 2.311, што је 50 (-2,1%) становника мање него 2000. године.
| Група             | 2000.         | 2010.         |
| Белци             | 2.165 (91,7%) | 2.037 (88,1%) |
| Афроамериканци    | 128 (5,4%)    | 114 (4,9%)    |
| Азијати           | 17 (0,7%)     | 67 (2,9%)     |
| Хиспаноамериканци | 39 (1,7%)     | 66 (2,9%)     |
| Укупно            | 2.361         | 2.311         |